# Börde-Hakel
Börde-Hakel é um município da Alemanha, situado no distrito de Salzland, no estado de Saxônia-Anhalt. Tem 38,65 km² de área, e sua população em 2019 foi estimada em 3.005 habitantes.